# (7203) Sigeki
(7203) Sigeki (1995 DG2) – planetoida z pasa głównego asteroid okrążająca Słońce w ciągu 3 lat i 296 dni w średniej odległości 2,44 j.a. Została odkryta 27 lutego 1995 roku.